# Bill Douglass (Schlagzeuger)
Bill Douglass (* 28. Februar 1923 in Sherman, Texas; † 19. Dezember 1994) war ein US-amerikanischer Jazz-Schlagzeuger, der auch in der örtlichen  Gewerkschaft der Musiker aktiv war.

## Leben und Wirken
Douglass wuchs in Los Angeles auf und besuchte die 'McKinley-Highschool, wo er Dexter Gordon kennenlernte; später auf der Jefferson-Highschool wurden beide dann in der Band von Lloyd Reese ausgebildet. Den Militärdienst leistete er ab 1942 im Zweiten Weltkrieg in der Tenth Cavalry Band ab; teilweise war er in Nordafrika und Italien stationiert. Dann absolvierte er das Westlake College of Music. In den nächsten Jahren arbeitete er häufig in Hollywood als Studiomusiker, spielte aber im Laufe seiner Karriere auch mit Harry Babasin, Red Callender, Benny Carter, June Christy, Buddy Collette (Jazz Loves Paris, 1958), Earl Hines, Benny Goodman, Lena Horne, Amos Milburn, Ben Webster/Art Tatum (The Tatum Group Masterpieces), Kay Starr, Cal Tjader, T-Bone Walker und im Gerald Wiggins Trio (1956). Schließlich betrieb er eine Musikschule Drum City.
Douglass war ein früher Gegner der Rassentrennung in der Musikergewerkschaft American Federation of Musicians. In Los Angeles war er Vizepräsident der schwarzen Gewerkschaft Local 767 bis zu deren Zusammenschluss mit der Local 47 im Jahr 1953, den er aktiv betrieb. Zum Schatzmeister der örtlichen Gewerkschaft Local 47 wurde er 1985 gewählt, eine Funktion, die er bis 1991 innehatte.
Der Schlagzeuger ist nicht mit dem gleichnamigen Bassisten zu verwechseln.